# هنر حافظه
هنر حافظه (انگلیسی: The Art of Memory) کتابی غیرداستانی اثر تاریخ‌نگار بریتانیایی فرانسیس ییتس است که در سال ۱۹۶۶ منتشر شد. این کتاب تاریخ یادیارها را از دوره کلاسیک در یونان باستان تا دوره رنسانس بررسی کرده و تا ظهور اولیه روش علمی در قرن هفدهم دنبال می‌کند.
به گفته دانشنامه فلسفه استنفورد، انتشار این کتاب محرک مهمی برای شکوفایی تحقیقات تجربی دربارهٔ تصویرسازی و حافظه بود.